# Organo del Corti
L'organo del Corti è una parte dell'orecchio interno, riscontrato solo in mammiferi e uccelli, che si trova all'interno della coclea.
È formato da una serie di cellule ciliate e fibre nervose attraverso cui viene percepito il suono e trasmesso il potenziale d'azione al cervello.
L'organo di Corti deve il suo nome all'anatomista italiano Alfonso Giacomo Gaspare Corti (1822-1876), che condusse delle ricerche microscopiche sul sistema uditivo dei mammiferi.

## Disposizione e rapporti

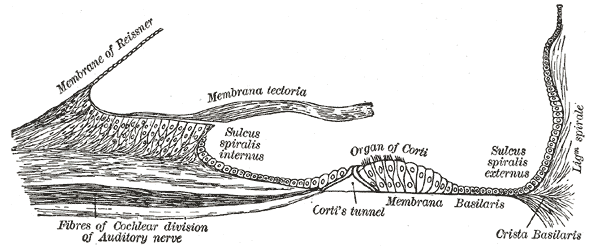
L'Organo di Corti adagiato sulla membrana basilare e il lembo spirale del condotto cocleare

L'organo di Corti è posizionato all'interno del condotto cocleare sopra la zona tecta, una regione della membrana basilare occupato da tale organo. Medialmente è presente il solco spirale interno, una doccia scavata nel lembo spirale la cui estremità mediale presenta i denti acustici e una formazione cuticolare, la membrana tectoria, che è tesa sopra l'organo. Tale membrana contribuisce al funzionamento dell'organo.

## Vascolarizzazione e innervazione

Sezione dell'organo in cui è visibile l'arrivo della fibra nervosa e del ganglio spirale

Essendo posto sul lembo spirale e sulla membrana basilare, l'organo di Corti riceve la vascolarizzazione dai vasi che irrorano queste strutture, cioè i rami medi e posteriori dell'arteria cocleare che seguono il decorso dei fascetti nervosi.

Le vene che drenano l'organo di Corti confluiscono nella vena uditiva interna.
I vasi linfatici non sono presenti nel labirinto membranoso.
L'organo di Corti è innervato dal nervo cocleare. Esso è raggiunto dai rami periferici del ganglio spirale: ricoperti dalla guaina mielinica, si impegnano nello spesso della lamina spirale ossea per uscire tramite i foramina nervina. Da questo punto in poi perdono la guaina mielinica e formano un plesso tra i pilastri interni e le cellule acustiche interne. Una parte di queste fibre si distribuisce direttamente alle cellule acustiche limitrofe, una parte attraversa i pilastri e la galleria di Corti per dirigersi verso le cellule acustiche esterne.

### Ganglio spirale di Corti
Il ganglio spirale di Corti o ganglio cocleare è il ganglio di riferimento del nervo cocleare presente all'interno del modiolo della chiocciola.
Le fibre nel nervo cocleare, infatti, dopo aver attraversato le fossette del meato acustico interno, percorrono i canalicoli nel modiolo della coclea e raggiungono tale ganglio.
In esso sono contenuti i protoneuroni bipolari le cui fibre periferiche percorrono i canalicoli presenti nella lamina spirale ossea e terminano nell'Organo del Corti, a livello delle cellule acustiche. I prolungamenti centrali, invece, raggiungono i nuclei cocleari.
I neuroni sensitivi presenti sono di due tipi:
- cellule gangliari di I tipo: neuroni bipolari oppositopolari che innervano le cellule acustiche interne (circa 10:1)[9];
- cellule gangliari di II tipo: neuroni pseudounipolari che si mettono in rapporto con le cellule acustiche esterne (circa 1:10)[9].

## Struttura

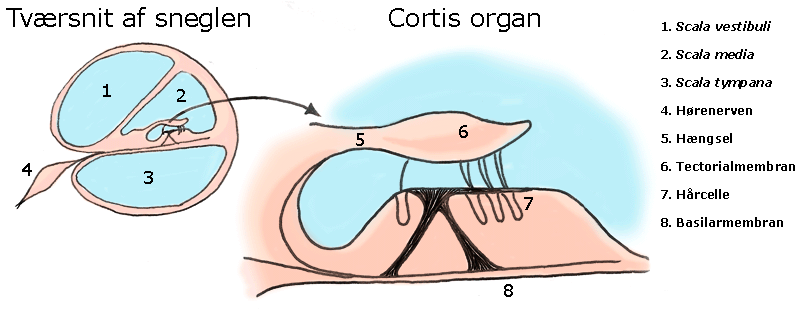
Visione generale dell'organo nella coclea e del suo rapporto con la membrana tectoria

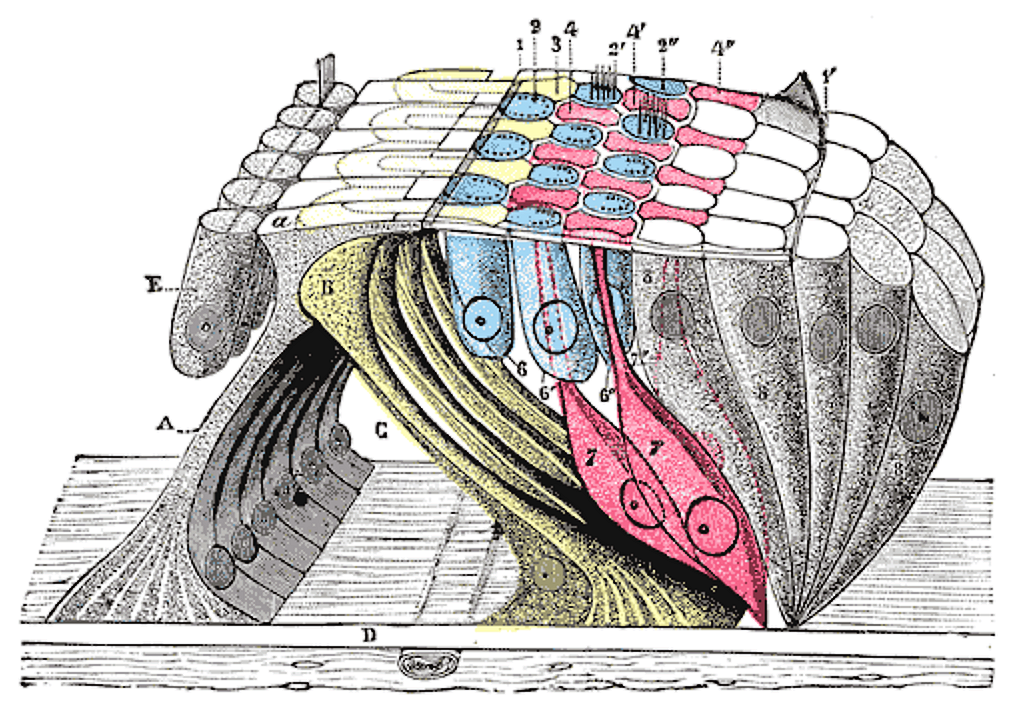
Particolare dell'organo in cui sono ben evidenziati i tipi cellulari: A) Pilastri interni e a) la loro parte apicale B) Pilastri esterni (in giallo) C) Galleria di Corti D) Membrana basilare E) Cellule acustiche interne 1) Bordi interno ed esterno della membrana reticolare 2) Cuticole delle cellule acustiche esterne (in blu) 3 e 4) Falangi delle cellule di Deiters (in rosso) 6) Cellule acustiche esterne (in blu) 7) Cellule di Deiters (in rosso) 8) Cellule di Hensen e Claudius

L'organo di Corti risulta formato da due grandi tipi di cellule, le cellule di sostegno e le cellule sensoriali o acustiche, che nell'insieme formano un rilievo che percorre tutta la coclea.
Le parti apicali delle cellule acustiche sono comprese nella membrana reticolare che, comprendendo anche le parti apicali di alcune cellule di sostegno, forma una superficie rigida che permette l'interazione tra le stereociglia delle cellule sensoriali e la membrana tectoria.
Fanno parte dell'organo di Corti anche il solco spirale interno e la membrana tectoria.

### Cellule di sostegno
Le cellule di sostegno sono di quattro tipi, dei quali il primo è responsabile della formazione di una particolare struttura, la galleria di Corti: pilastri di Corti, cellule di Deiters, cellule di Hensen e cellule di Claudius.

#### Pilastri di Corti
I pilastri di Corti sono cellule alte e rigide posizionate in due file sulla zona tecti della membrana basilare. Tutte presentano un piede, un corpo e una testa. Le teste della fila esterna sono di forma emisferica, mentre quelle della fila interna presentano un incavo: la giustapposizione delle due file sulla sommità forma l'arcata di Corti che chiude in alto la galleria di Corti, uno spazio chiuso interamente compreso fra i pilastri in cui è presente un particolare tipo di endolinfa, la cortilinfa.
I pilastri sono formati da un materiale rigido e filamentoso simile alle tonofibrille degli epiteli e il nucleo è presente in posizione basale, nel piede.
I pilastri interni, che si impiantano vicino ai foramina nervina, sono più numerosi di quelli esterni (circa 4:3).

#### Cellule di Deiters
Le cellule di Deiters sono disposte esternamente ai pilastri e presentano tre-quattro file. Il corpo è prismatico e presenta un incavo apicale che accoglie le cellule acustiche esterne per continuare poi nel collo filiforme che si insinua tra le cellule acustiche terminando con una piccola espansione appiattita con lati concavi, la falange. La giustapposizione delle falangi porta alla formazione di numerosi spazi circolari in cui si insinuano le parti apicali (o cuticolari) delle cellule acustiche.
La particolare conformazione di queste cellule fa sì che si creino degli spazi intercellulari tra di esse e al confine con i pilastri esterni. Tutti questi spazi si concretizzano nello spazio di Nuel ripieno di cortilinfa e percorso dalle fibre nervose dirette verso le cellule sensoriali.

#### Cellule di Hensen
Le cellule di Hensen sono disposte su più file esternamente alle cellule di Deiters e con un'altezza decrescente.

#### Cellule di Claudius
Le cellule di Claudius, cellule epitaliali cubiche, somigliano alle cellule del solco spirale esterno con il quale continuano. Sono in un unico strato posto all'esterno delle cellule di Hensen.

### Cellule sensoriali

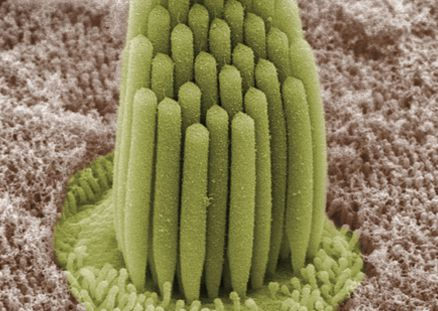
Stereociglia di cellule acustiche di rana

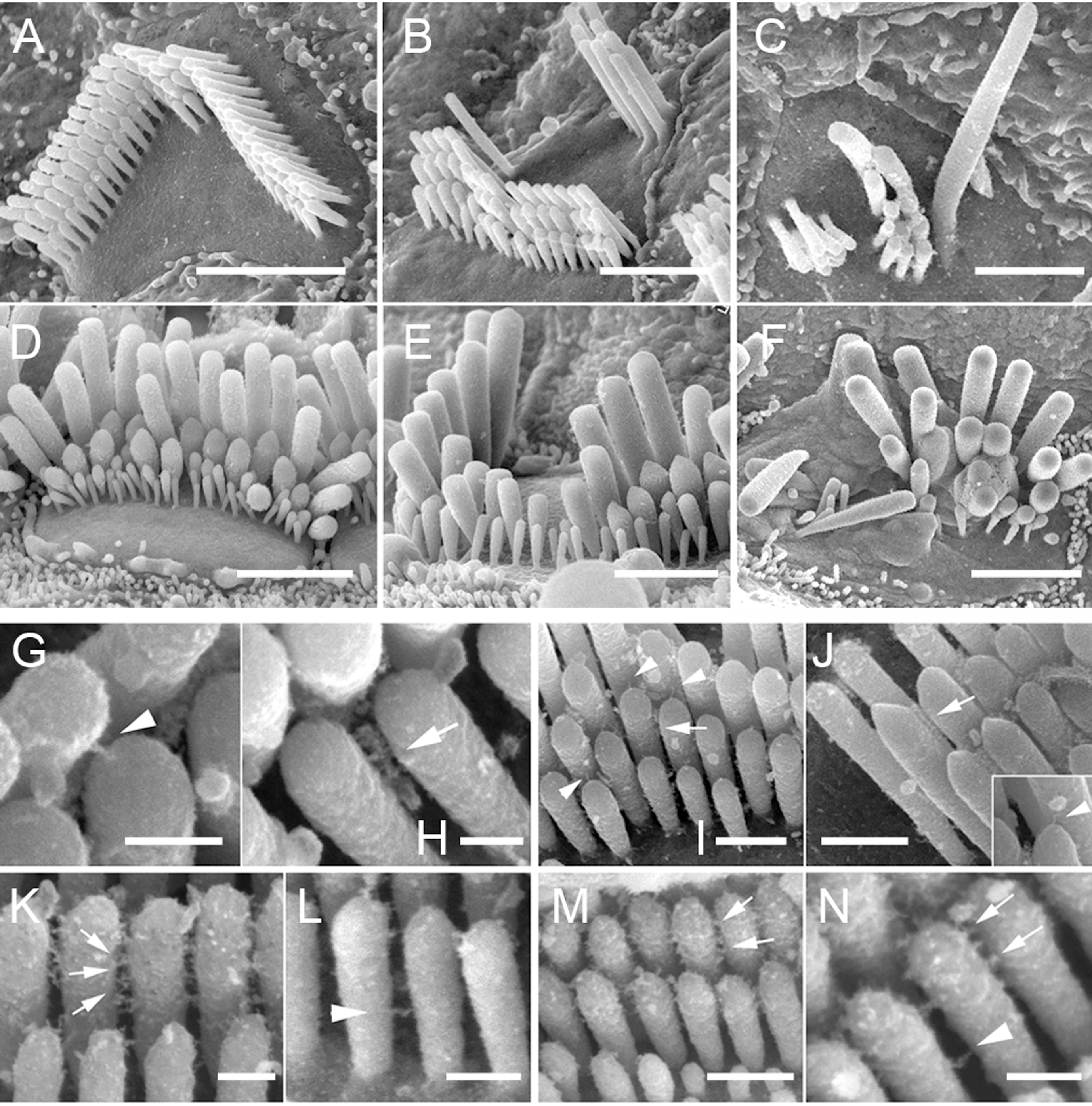
Altri esempi di stereociglia. Da notare nell'immagine A la particolare disposizione a V U.

Le cellule sensoriali dell'organo di Corti si presentano in due grandi gruppi e tipi: le cellule acustiche interne e le cellule acustiche esterne; sono dette anche cellule capellute. Le prime (3.500 circa) sono disposte in un'unica fila internamente ai pilastri, mentre le seconde (13.000 circa) si presentano in più file accolte negli incavi delle cellule di Deiters. Le cellule esterne presentano stereociglia più numerose e chinociglio, mentre le cellule acustiche interne presentano solo stereociglia.

#### Cellule acustiche interne
Le cellule acustiche interne sono disposte in un'unica fila internamente ai pilastri. Sono di forma cilindrica e una sezione trasversale ellittica con, nella regione apicale, una ventina di stereociglia poste a V o U.
Dal punto di vista nervoso, le cellule interne ricevono prevalentemente fibre afferenti tramite i rami periferici delle cellule di I tipo del ganglio di Corti essendo, di fatto, le principali cellule implicate nella ricezione dei suoni.

#### Cellule acustiche esterne
Le cellule acustiche esterne sono disposte in più file accolte negli incavi delle cellule di Dieters e quindi esterne ai pilastri. Sono anch'esse di forma cilindrica, ma la sezione trasversale è circolare. Nella regione apicale presentano un ispessimento cuticolare da cui dipartono le stereociglia (da una sessantina alle centinaia) sempre disposte a V o U. La parte cuticolare di tali cellule è circondata dalle falangi di Deiters che nell'insieme contribuiscono a formare la membrana reticolare.
Dal punto di vista nervoso, le cellule esterne ricevono prevalentemente fibre afferenti tramite i rami periferici delle cellule di II tipo del ganglio di Corti.

### Cortilinfa
In questo organo è presente un particolare tipo di endolinfa, la cortilinfa, presente nella galleria di Corti, nel solco spirale interno e nello spazio di Nuel. Questo liquido risulta più simile alla perilinfa per via della maggiore quantità di ioni sodio presenti e questa diversità con l'endolinfa è dovuta alle fibre cocleari immerse in tale liquido che hanno bisogno di alte concentrazioni di ioni sodio per depolarizzare. È compito della membrana reticolare di tenere separati questi due liquidi.

## Derivazione embriologica
L'Organo di Corti (con anche le sue componenti sensitive) deriva dalla differenziazione dall'ectoderma superficiale del canale cocleare.

## Funzione
L'Organo di Corti è deputato alla ricezione delle onde sonore, che arrivano come movimenti della membrana basilare dovuti a spostamenti della perilinfa cocleare, e alla loro trasformazione in impulsi nervosi, che attraverso la via uditiva vengono trasmessi all'area 41 del lobo temporale del cervello (AU-1) e, in via riflessa, a motoneuroni per la risposta motoria a particolari stimoli acustici. Risulta quindi essere la struttura capace di convertire l'energia meccanica nell'energia elettrica usata nei neuroni per il trasporto dell'informazione.
L'organo del Corti può essere danneggiato da livelli sonori eccessivi, data la sua estrema delicatezza e dall'amplificazione che riceve grazie al padiglione auricolare dell'onda sonora (di circa 22 volte). L'organo del Corti è pertanto la struttura che trasduce le onde di pressione in potenziali d'azione,

### Generazione delle vibrazioni
Il suono, percepito attraverso il movimento del timpano viene trasmesso dalla catena degli ossicini (martello, incudine e staffa) che a loro volta ripercuotono l'onda sonora all'interno della coclea grazie alla percussione della staffa sulla finestra ovale della coclea stessa. Questa percussione genera movimento nella perilinfa presente in essa. Questo moto ondoso genera delle oscillazioni della membrana basilare (su cui "poggia" l'organo del Corti), e quindi una oscillazione delle ciglia rispetto alla membrana tettoria che invece è immobile.

### Generazione dell'impulso nervoso

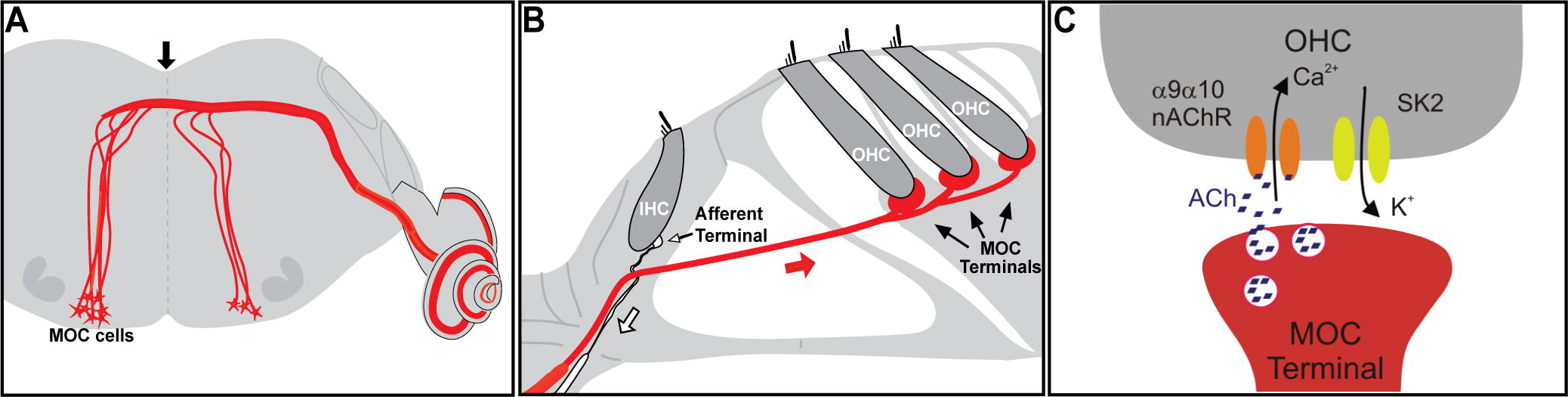
Parte delle vie sensitive afferenti, innervazione delle cellule acustiche esterne e creazione dell'impulso nervoso nella sinapsi

Gli spostamenti di fluido generano dei movimenti della membrana basilare che si ripercuotono nell'organo del Corti in modo tale che l'organo e la sovrastante membrana tectoria deflettano le stereociglia delle cellule acustiche che portano a cambiamenti del potenziale di membrana, in maniera molto simile a quello che accade nelle cellule ciglia dell'apparato vestibolare.
Questi cambiamenti vengono percepiti dal cervello come un cambiamento di frequenza di scarica delle fibre afferenti del nervo vestibolare e tali informazioni vengono poi confrontate con segnali visivi o somatosensitivi che permettono di rilevare la posizione della testa.

#### Funzionamento microscopico

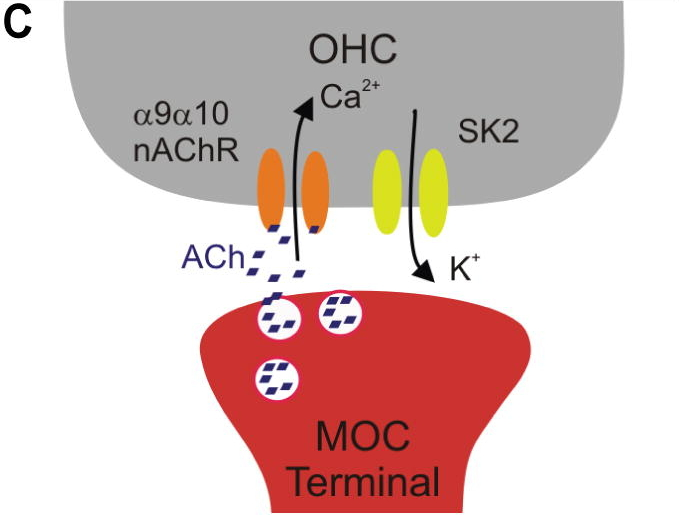
Particolare dell'immagine precedente dove si evidenzia come il cambiamento di concentrazione ionica generi la differenza di potenziale implicata nel rilascio di neurotrasmettitori che dà il via al primo impulso nervoso

In pratica qualsiasi trasmissione nervosa dipende dal potenziale di membrana che viene modificato dalla composizione ionica presente a livello della membrana stessa. All'apice di ogni stereociglia sono presenti diversi canali ionici il cui grado di apertura può aumentare o diminuire in base al movimento delle stereociglia stesse: una deflessione verso la fila più alta provoca un aumento dell'apertura (depolarizzazione), mentre un movimento verso le file più basse ne provoca una riduzione (iperpolarizzazione).
Nello specifico, il movimento delle ciglia apre canali ionici permeabili al potassio e calcio (nella scala media si trova l'endolinfa, ricca di questi ioni), portando alla depolarizzazione della membrana cellulare, e all'attivazione di canali voltaggio-dipendenti del calcio che provocheranno l'esocitosi delle vescicole e la liberazione di neurotrasmettitore (glutammato) verso le cellule nervose ad esse sottostanti connesse col ganglio spirale.

### Cellule acustiche interne ed esterne
In base al tipo di innervazione si è capito che le cellule implicate nella ricezione di stimoli acustici sono le cellule acustiche interne in quanto riceventi fibre afferenti del nervo cocleare. Le cellule acustiche esterne, in base ad osservazioni su animali che presentavano difetti in tali strutture, non sembrano essere fondamentali per la trasduzione del suono, bensì per la sensibilità di essi e la discriminazione della frequenza.
In generale circa il 90% delle cellule del ganglio spirale si mettono in rapporto con le cellule acustiche interne e ciascuna cellula interna riceve afferenza da circa una decina di neuroni gangliari del I tipo (fenomeno detto di convergenza).

Nelle cellule acustiche esterne, invece, un neurone gangliare del II tipo ne innerva circa una decina (generando il fenomeno della divergenza).

### Captazione delle varie frequenze
La membrana basilare con la sua struttura crea una discriminazione piuttosto grezza delle frequenze (detta anche sintonizzazione passiva) che viene migliorata dalle cellule acustiche (tramite la sintonizzazione attiva).

#### Sintonizzazione passiva
All'interno della coclea la membrana basilare (su cui poggia l'Organo di Corti) presenta spessore, massa e rigidità diverse a man mano che si sale dalla base all'apice della chiocciola: queste differenza generano vibrazioni diverse e quindi capacità di captare diverse frequenze. Questa viene detta organizzazione tonotopica della coclea e si ripercuote anche in tutte le vie acustiche nervose dove, specifiche regioni sono deputate alla coordinazione e ricezione di specifiche frequenze. Nell'uomo lo spettro delle frequenze in grado di eccitare l'apparato uditivo varia da 0,1 a 20 kHz.
Ogni onda si propaga all'interno della coclea fino al punto di massima ampiezza (cioè dove viene meglio recepita): per quanto riguarda la conformazione della coclea umana le frequenze più alte sono meglio captate nella parte basale, a differenza di quelle basse che trovano il punto di massima ampiezza apicalmente.

#### Sintonizzazione attiva
La sintonizzazione attiva si basa sulle differenze di composizione molecolare delle membrane sensitive, sulla forma e sulla lunghezza delle stereociglia: ciglia più lunghe sono sensibili alle basse frequenze, mentre ciglia più corte alle alte. In questo sono implicate le cellule acustiche esterne che riescono ad operare cambiamenti di lunghezza in base a stimoli elettrici di frequenza di molte migliaia di cicli al secondo. Tale mobilità sembra dipendere dalle modificazioni conformazionali delle proteine di membrana. Tali cellule sembrano regolare inoltre la sensibilità delle cellule acustiche interne.